# バルカン・ガガウズ・トルコ語
バルカン・ガガウズ・トルコ語（バルカン・ガガウズ・トルコご、Balkan Gagauz Turkish）またはバルカン・トルコ語は、ヨーロッパトルコ、ギリシャ、マケドニアのクマノヴォ、ビトラ地域 で話されるテュルク諸語である。方言はen:Gajal,Gerlovo Turk, Karamanli, Kyzylbash, Surguch, Tozluk Turk, Yuruk, and Macedonian Gagauzを含む。「バルカン・ガガウズ・トルコ語」というが、ガガウズ語 やトルコ語とは異なる言語である。